# Camazepam
Camazepam é uma droga benzodiazepínica, comercializada sob as marcas Albego, Limpidon e Paxor. É o éster do dimetil carbamato de temazepam, um metabólito do diazepam. Embora possua propriedades ansiolíticas, anticonvulsivantes, relaxantes musculares esqueléticas e hipnóticas , difere de outras benzodiazepinas pois suas propriedades ansiolíticas são particularmente proeminentes, mas têm propriedades anticonvulsivantes, hipnóticas e relaxantes musculares esqueléticas relativamente limitadas.

## Farmacologia
O camazepam, como outros benzodiazepínicos, produz uma variedade de efeitos terapêuticos e adversos ao se ligar receptor de benzodiazepina GABAA e modular a função do receptor GABA, o principal receptor inibitório do cérebro. O sistema químico e receptor GABA faz a mediação dos efeitos inibitórios e calmantes do camazepam no sistema nervoso. Em comparação com outros benzodiazepínicos, tem efeitos colaterais reduzidos, como cognição, tempos de reação e coordenação prejudicados, que o torna mais adequado para uso ansiolítico. Estudos em animais demonstraram que o camazepam e seus metabólitos ativos possuem propriedades anticonvulsivantes. Ao contrário de outros benzodiazepínicos, não interrompe os padrões normais de sono. O camazepam demonstrou, em experiências com animais, ter uma afinidade muito baixa com o receptor GABAAem comparação com outros benzodiazepínicos. Comparado ao temazepam, o camazepam mostrou propriedades ansiolíticas equivalentes, porém propriedades anticonvulsivantes, sedativas e de deficiência motora menores.

## Farmacocinética
Após a administração oral, o camazepam é quase completamente absorvido pela corrente sanguínea, com 90% de biodisponibilidade em humanos. No ser humano, o camazepam é metabolizado no metabólito ativo temazepam. Estudos em cães mostraram que a meia-vida biológica variou entre 6,4 e 10,5h.

## Usos médicos
Camazepam é indicado para o tratamento de curto prazo da insônia e ansiedade. Como com outros benzodiazepínicos, seu uso deve ser reservado para pacientes nos quais o distúrbio do sono é grave, incapacitante ou causa sofrimento acentuado.

## Efeitos colaterais
Com doses mais altas causa deficiências semelhantes às causadas por outros benzodiazepínicos, como padrões de sono desregulados e desempenho cognitivo prejudicado. Aindam, foram relatados distúrbios de pele com o uso de camazepam. Um estudo mostrou que o camazepam pode aumentar a atenção.

## Contraindicações
O uso de camazepam é contraindicado em indivíduos com hipersensibilidade conhecida ao medicamento ou alergia a outros benzodiazepínicos ou quaisquer excipientes contidos na forma farmacêutica. O uso de camazepam deve ser evitado ou monitorado cuidadosamente por profissionais médicos em indivíduos com as seguintes condições: miastenia gravis, deficiências hepáticas graves (por exemplo, cirrose ), apneia do sono, depressão respiratória preexistente ou insuficiência pulmonar crônica.